# Morfema
Em morfologia, um morfema (gramatical) é um monema dependente, isto é, o fragmento mínimo capaz de expressar significado ou a menor unidade significativa que se pode identificar. É um constituinte morfológico.
As palavras, ao contrário do que pode parecer, não correspondem às menores unidades gramaticais da língua. Uma palavra como infelicidade, por exemplo, resulta da combinação de três elementos menores:
1. prefixo in-;
2. radical feliz (Z tem som de S então muda para C na formação da palavra para não perder a eufonia);
3. vogal de ligação i: (para dar eufonia)
4. sufixo -dade. (O sufixo -dade é acrescido a adjetivos para formar substantivos que expressam a ideia de estado, situação ou quantidade - leal + dade = lealdade.)

Cada um desses elementos é um morfema da língua portuguesa, e nenhum deles pode ser fragmentado, do ponto de vista morfológico: todos são unidades mínimas do ponto de vista da linguística estrutural. Cada um desses morfemas é usado para construir outras palavras. Por exemplo, o prefixo in- ocorre também em infeliz, indistinto, involuntário e insatisfeito; o radical de feliz aparece também em felicidade, felizmente, infelicitar e felizardo; e o sufixo –idade ocorre também em velocidade, castidade, maioridade e habilidade. Com isso, cada morfema carrega um significado básico ou uma função e a união deles designa, modifica ou se opõe ao significado inicial, criando novos significados.
Nas línguas flexivas, os morfemas constituem a parte variável da palavra. O morfema, com valor gramatical, aparece sempre associado ao lexema, com valor semântico. Ambos podem decompor-se em unidades menores — os fonemas, que não têm significado gramatical nem semântico e que são as unidades mínimas da fonologia.
Em muitas línguas, os morfemas são geralmente constituídos por uma sequência de fonemas; em outras línguas, alguns elementos fonéticos suprassegmentais — como o tom, o sotaque ou a nasalidade — podem constituir uma diferença fonética que realiza um fonema (nestes casos os morfemas não são um fragmento separável da palavra).
Tradicionalmente considera-se o morfema como sendo a menor unidade, dotada de significado, de uma língua. Informalmente os morfemas se classificam em vários tipos: morfemas lexicais (ou lexemas) e morfemas gramaticais (que, por sua vez, se classificam em derivativos e flexivos).

## Morfema gramatical
Os morfemas gramaticais são aqueles que apresentam significado interno, que têm em conta as categorias ou as relações linguísticas 
Por exemplo: (a) marca do feminino
(o) marca do masculino

## Morfema livre
Podemos dizer que feliz é também um morfema livre: pode aparecer sozinho formando palavra, como acontece na palavra feliz.

## Morfema preso
O prefixo in- e os sufixos –idade e –mente, são morfemas presos: eles nunca podem aparecer sozinhos. Precisam sempre ligar-se a pelo menos um outro morfema no interior de uma palavra.

## Alomorfia
Idealmente, um mesmo morfema deveria ter sempre uma única forma constante e um único significado ou função constantes. Mas, na realidade, os morfemas variam em sua forma, dependendo da posição onde ocorrem, um fenômeno denominado alomorfia. Por exemplo, o morfema saúde tem uma forma quando aparece nas palavras saúde e saudável, e tem outra forma quando aparece na palavra salutar e insalubre. Analogamente, o prefixo negativo in- apresenta formas diferentes nas palavras insincero, impossível e ilegal. Chamamos essas formas variantes alomorfes do morfema.

## Morfema ausente
O morfema também pode ser um morfema ausente. Quando a ausência do morfema é significativa, a função é considerada cumprida pelo morfema zero. Um exemplo: O morfema –s é característico do plural, em língua portuguesa. Se observarmos o par sapato/sapatos, verificamos que é a ausência da marca do plural (ou seja, a ausência do –s, no primeiro vocábulo) que traz a ideia de singular. O morfema Ø (signo do morfema zero) corresponde a um lugar vazio e se opõe ao segmento –s, correspondente à marca de plural dos substantivos.

## Monema
Alguns autores usam o termo monema para designar tanto os lexemas como os morfemas (gramaticais). Outros usam o termo morfema para designar qualquer tipo de monema — seja um monema dependente ou não dependente.